# Agathōnas Iakovidīs
Agathōnas Iakovidīs (Αγάθωνας Ιακωβίδης; Langadas, 2 gennaio 1955 – Salonicco, 5 agosto 2020) è stato un cantante, musicista e polistrumentista greco.

## Biografia
Formatosi da autodidatta, Agathōnas Iakovidīs fu essenzialmente un cantante folk. Dopo aver esordito negli anni '70, raggiunse in poco tempo una grande popolarità nel suo Paese.
Nel 2013 duettò con i Koza Mostra in Alcohol Is Free, canzone giunta sesta all'Eurovision Song Contest di quello stesso anno.
Agathōnas Iakovidīs fu trovato morto nella sua camera da letto il 5 agosto del 2020: a causarne il decesso sarebbe stato un attacco cardiaco.